# 笠原章平
笠原 章平（かさはら しょうへい、1939年7月21日 - ）は、日本のハンマー投選手。
1964年東京オリンピックに出場した。

## 経歴
埼玉県比企郡竹沢村（現在の小川町）出身、埼玉県立松山高等学校に入学。兄が松山高校の陸上部元主将であった縁で、陸上部に属することとなった。ハンマー投げは高校在学中から始め、県大会優勝やインターハイ準優勝といった成績を残した。
中央大学に進学。1962年（昭和37年）に中央大学を卒業し、東急電鉄に入社、実業団チームに属する。1964年（昭和39年）8月の記録会で、自己最高記録（65m01）を出す。1964年東京オリンピックのハンマー投で出場するが、予選落ち。後年の取材によれば「周囲の期待を裏切ってしまったという申し訳なさから、東京五輪出場の話題は長く封印してきた」という。
東京オリンピック後は競技を離れた。退職後は、中央大学陸上競技部OB会会長などを歴任。